# Latarnia Morska Woroncowa w Odessie

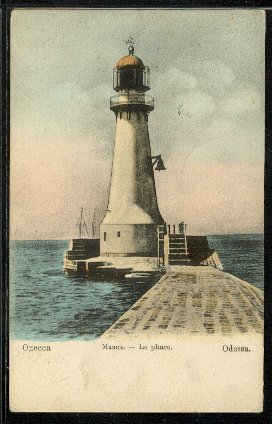
Widokówka z widokiem latarni - koniec lat 90. XIX wieku

Latarnia morska Woroncowa (ukr. Воронцовський маяк, Woroncowśkyj majak, ros. Воронцовский маяк, Woroncowskij majak) – latarnia morska znacząca wejście do portu w Odessie, nazwana na cześć gubernatora miasta Michaiła Woroncowa. 
Liczy ponad 27 metrów wysokości. Jest trzecią z kolei latarnią morską przy odeskim porcie - pierwsza została w 1862 roku wykonana z drewna i przetrwała do I wojny światowej. Druga wieża została wysadzona w czasie działań wojennych 1941 roku i odbudowana po II wojnie światowej.